# Оповісті неспокою
«Оповісті неспокою» (англ. Tales of Unrest) — дебютна збірка оповідань британського письменника Джозефа Конрада. Книжка вийшла друком 1898 року і містила чотири раніше опубліковані та одне нове оповідання. Український переклад вийшов 2019 року у видавництві «Темпора»

## Зміст
- «Караїн. Спогад» (англ. Karain: A Memory) — вперше опубліковане 1897 року на сторінках часопису «Блеквуд»;
- «Ідіоти» (англ. The Idiots) — вперше опубліковане 1896 року у часописі «Савой»;
- «Аванпост прогресу» (англ. Outpost of Progress) — вперше опубліковане у часописі «Космополіс: Літературний огляд»;
- «Повернення» (англ. The Return) — раніше не публікувалось;
- «Лагуна» (англ. The Lagoon) — вперше опубліковане 1897 року на сторінках часопису «Корнгілл».

## Екранізації
- «Її повернення» (англ. Jej powrót, 1975) — польська екранізація оповідання «Повернення», в головних ролях Беата Тишкевич та  і Єжи Зельник;
- «Ґабріель» (фр. Gabrielle, 2005)— французька екранізація оповідання «Повернення».
- «Аванпост прогресу» (англ. An Outpost of Progress 2016) — екранізація однойменного оповідання.